# Mykola Melnytschenko
Mykola Iwanowytsch Melnytschenko (ukrainisch Мико́ла Іва́нович Мельниче́нко, * 18. Oktober 1966 in Wassylkiw, Oblast Kiew, Ukrainische SSR) war Leibwächter des ehemaligen ukrainischen Präsidenten Leonid Kutschma. Er war der Autor der sogenannten Melnytschenko-Tonbandaufnahmen, die den Kassetten-Skandal auslösten. Zwischen 1999 und 2000 nahm Melnytschenko mehrere Gespräche zwischen Leonid Kutschma und hohen Staatsbeamten in seinem Büro auf.

## Leben
Melnytschenko wurde im Dorf Zapadynka (heute ein Teil von Wassylkiw, Oblast Kiew) in eine Familie von Minenarbeitern aus dem Donbass geboren. Er schloss das Kiewer Militärinstitut für Kommunikation und Nachrichtenübermittlung ab und wurde ein KGB-Experte für Nachrichtenkontrolle. 1992 fing Melnytschenko an, im ukrainischen Staatssicherheitsdienst zu arbeiten. Später gehörte er zum Personenschutz des Präsidenten und bekleidete zur Zeit des Skandals den Rang eines Majors.

## Veröffentlichung der Bänder
Im November 2000 wurde der enthauptete Körper des Journalisten Heorhij Gongadse in einem Wald bei Kiew gefunden, woraufhin Melnytschenko einen Teil der geheimen Tonbandaufnahmen dem Politiker Oleksandr Moros zuspielte, der sie publik machte. Melnytschenko hatte einige Tage zuvor die Ukraine verlassen und den Rest der Aufnahmen mit sich genommen. Später bekam er politisches Asyl in den USA. Melnytschenko gab an, alleine gehandelt zu haben. Seinen Angaben gemäß positionierte er ein Aufnahmegerät unter dem Sofa im Büro des Präsidenten und wechselte die Bänder beim Betreten des Büros. Seine Motivation dafür seien die extreme Korruptheit des politischen Regimes und die Verbrechen des Präsidenten gewesen.

## Politisierung seiner Person
Melnytschenko veröffentlichte nur einen Teil der Bänder und versuchte einen Teil zu verkaufen bzw. den Inhalt politisch zu nutzen. Politische Gegner des damaligen Präsidenten versuchten ebenfalls einen Teil der Aufnahmen zu erwerben. Dies hat zur Politisierung seiner Person und zu Kritik an seinem Verhalten von verschiedenen Seiten geführt.

## Strafverfolgung
Unter Präsident Kutschma wurde eine Strafsache eröffnet, die aber nach der Orangen Revolution am 1. März 2005 eingestellt wurde. Nachdem Wiktor Janukowytsch am 25. Februar 2010 die Macht als Staatspräsident der Ukraine übernommen hatte, wurde am 29. Juli 2011 das Verfahren wieder aufgenommen. Im August 2012 wurde Melnytschenko kurz verhaftet.